# Пьера, Висенте
Висенте Пьера Панэлла (исп. Vicente Piera Pañella 11 июня 1903, Барселона — 13 июня 1960, Барселона) — испанский футболист, игрок сборной Испании.

## Карьера
Получивший прозвище «La Bruja» (Ведьма), Висенте Пьера родом из барселонского района Лес-Кортс. Он начал заниматься футболом в школе CE Sants. С 1920 по 1933 год он выступал за футбольный клуб «Барселона», где считался одним из лучших нападающих того периода. В составе ФК «Барселона» он провел 395 матчей и забил 123 гола.
В 1929 году он выиграл первый чемпионат Испании с «Барселоной».
Висенте участвовал в летних Олимпийских играх 1924 года в составе сборной Испании, сыграв один матч против сборной Италии. В общей сложности он провел 15 матчей за сборную Испании, забив 2 гола.